# Ильин, Иван Кондратьевич
Иван Кондратьевич Ильин (1688—1747) — русский кавалергард, офицер Астраханского драгунского полка, капитан-поручик, полковник русской армии, стольник царицы Евдокии Фёдоровны.

## Биография
Его отец был городским городовым дворянином. Иван Кондратьевич происходил из шляхетства, начал службу в 1708 году. В 1726 году взят в кавалергарды из Астраханского драгунского полка, а при раскасировании Кавалерагрдского корпуса в 1731 году был переведен капитан-поручиком в лейб-гвардии Измайловский полк, а затем в Рижский драгунский полк, в котором 20 декабря 1738 года произведен в полковники.
В начале 1741 года Ильин был «отставлен от воинской службы» с чином бригадира, а 4 мая того же года назначен членом в Малороссийскую генеральную канцелярию. В 1745 году Ильину повелено было в Малороссийской канцелярии исследовать дело по жалобе казаков на черниговскаго полковника Полуботка и его сына бунчукового товарища Андрея «в привлечении казаков к себе в подданство и в завладении их грунтами».
При производстве этого дела члены Войсковой канцелярии были изобличены в притеснениях и взятках от казаков, в том числе бригадир Ильин взял 2 куфы «горелки», ценностью на 20 рублей, которую казаки принесли Ильину «в хоромы, где то вино было принято» слугою бригадира, по его приказанию.
В 1747 году по этому обвинению последовало решение Сената, постановившее взыскать с Ильина штраф в двойном размере стоимости взятки, то есть 40 рублей, но так как в это время он уже умер, то взыскание было обращено на его наследство.
Ильин умер в 1747 году, и его жена, Федосья Семеновна, просила у Войсковой канцелярии «конвоя» для перевозки тела мужа в село Понизье Каширского уезда. Кроме этого поместья, у Ильина были имения в Елецком и Епифанском уездах, а всего за ним числилось около 280 душ крепостных крестьян. 
Он имел сына, Николая, которому в 1743 году было 7 лет.